# نهر الأمازون

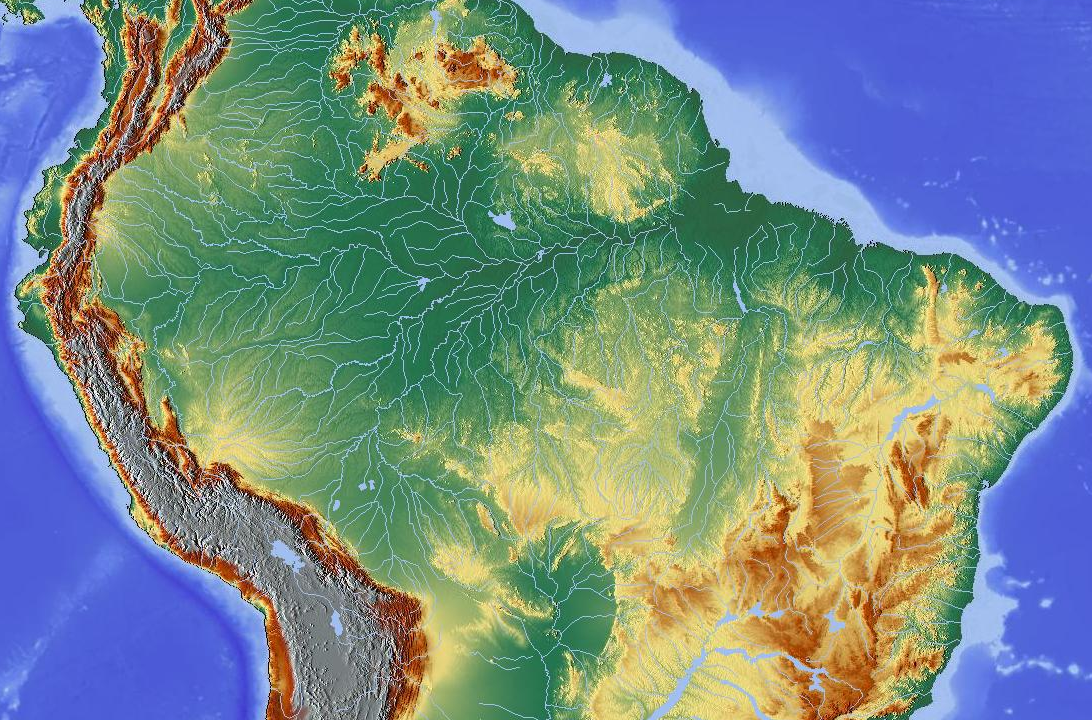
خريطة طوبوغرافية لحوض نهر الأمازون

الأَمَازُون أو الأَمَزُون أو الأَمَزُونَة (بالبرتغالية وبالإسبانية: Amazonas) هو نهر يقع في أمريكا الجنوبية. وهو أكبر أنهار العالم من حيث معدل تدفقه حيث يفوق معدل تدفقه أكبر ثمانية أنهار في العالم الذين يلونه في الترتيب مجتمعين، وهو ثاني أكبر نهر من حيث الحجم والعمق، حيث أن نهر النيل يحتل المرتبة الأولى من حيث الطول، ويملك الأمازون أكبر حوض تصريف في العالم، وبذلك يمثل ما يقرب من خمس إجمالي تدفق الأنهار في العالم. يزداد اتساع أجزاء من الأمازون عن 190 كيلومتر (120 ميلاً) أثناء موسم الأمطار. ونظراً لاتساعه يطلق عليه أحياناً البحر النهر. لا يقاطع الأمازون أية جسور.السبب في ذلك ليس اتساعه، فعرضه مناسب لإمكانيات المهندسين المعاصرين على بناء جسور. إنما السبب أن الجزء الأكبر من مياه النهر تتدفق عبر الغابات الاستوائية المطيرة، والتي بطبيعتها الطرق بها قليلة وكذلك المدن، وبالتالي لا حاجة لأيّة جسور.
في حين أن نهر الأمازون هو أغزر نهر في العالم، إلا أن البيانات الحالية للجمعية الجغرافية تشير إلى أن الأمازون هو ثاني أطول نهر في العالم بعد نهر النيل. ومع ذلك يجادل بعض العلماء خاصة من البرازيل وبيرو بخصوص ذلك.

## منطقة التصريف
يعد حوض الأمازون أكبر حوض تصريف في العالم، حيث يغطي نحو 40 في المئة من مساحة أمريكا الجنوبية، أي ما يقرب من 6.915.000 كيلو متر مربع (2,670,000 ميل مربع). وتتجمع مياهه من 5 درجات من دوائر العرض الشمالية حتى 20 درجة من دوائر العرض الجنوبية. وتقع أبعد منابعه بين هضبة الأنديز، بالقرب من المحيط الهادئ.
وتبلغ مساحة المنطقة التي تغطيها مياه نهر الأمازون وروافده أكثر من ثلاثة أضعاف مسيرة سنة. يبلغ متوسط مساحة الأراضي التي تغطيها المياه أثناء موسم الجفاف 110,000 كيلو متر مربع (42,000 ميلاً مربعاً)، بينما ترتفع مساحة الأراضي التي تغمرها مياه الفيضان في حوض الأمازون إلى 350,000 كيلومتر مربع (135,000 ميلاً مربع) أثناء موسم الأمطار.
يصب الأمازون كمّ هائل من المياه في المحيط الأطلسي يصل إلى 300,000 متر مكعب في الثانية أثناء موسم الأمطار. يمدّ الأمازون محيطات العالم بحوالي 20 ٪ من إجمالي حجم المياه العذبة. بعيداً عن شاطئ مصب الأمازون، يمكن استخلاص المياه الصالحة للشرب من المحيط بعيداً عن الساحل، ويلاحظ انخفاض ملوحة المحيط خمسمائة كيلومتراً إلى البحر.

## المنابع

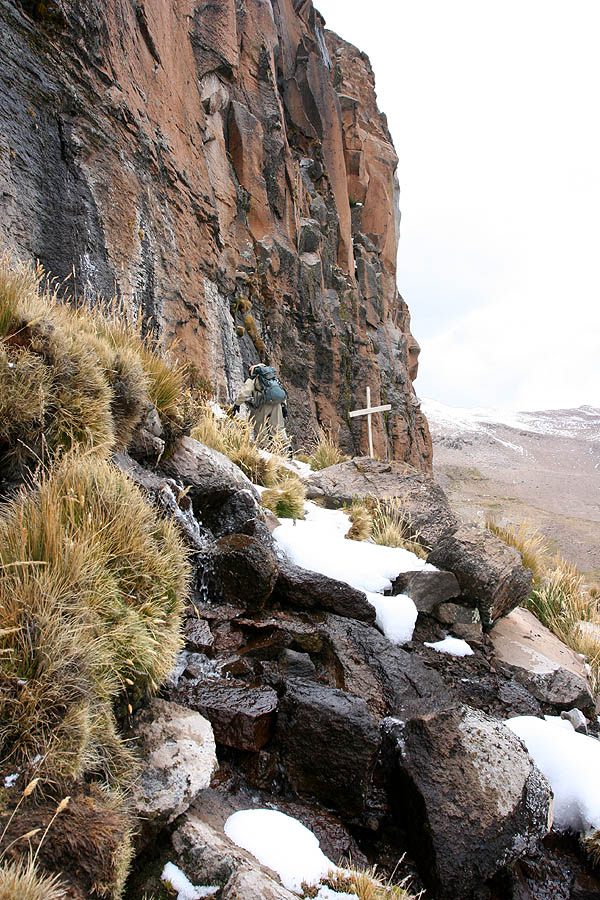
منابع الأمازون من منحدر اباشيتا في اريكويبا بنيفادو ميزمى، مع علامة لصليب خشبي.

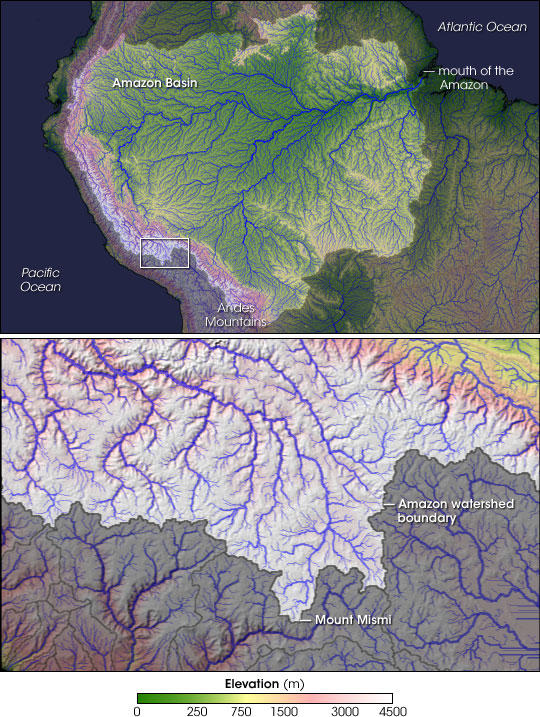
منبع الأمازون

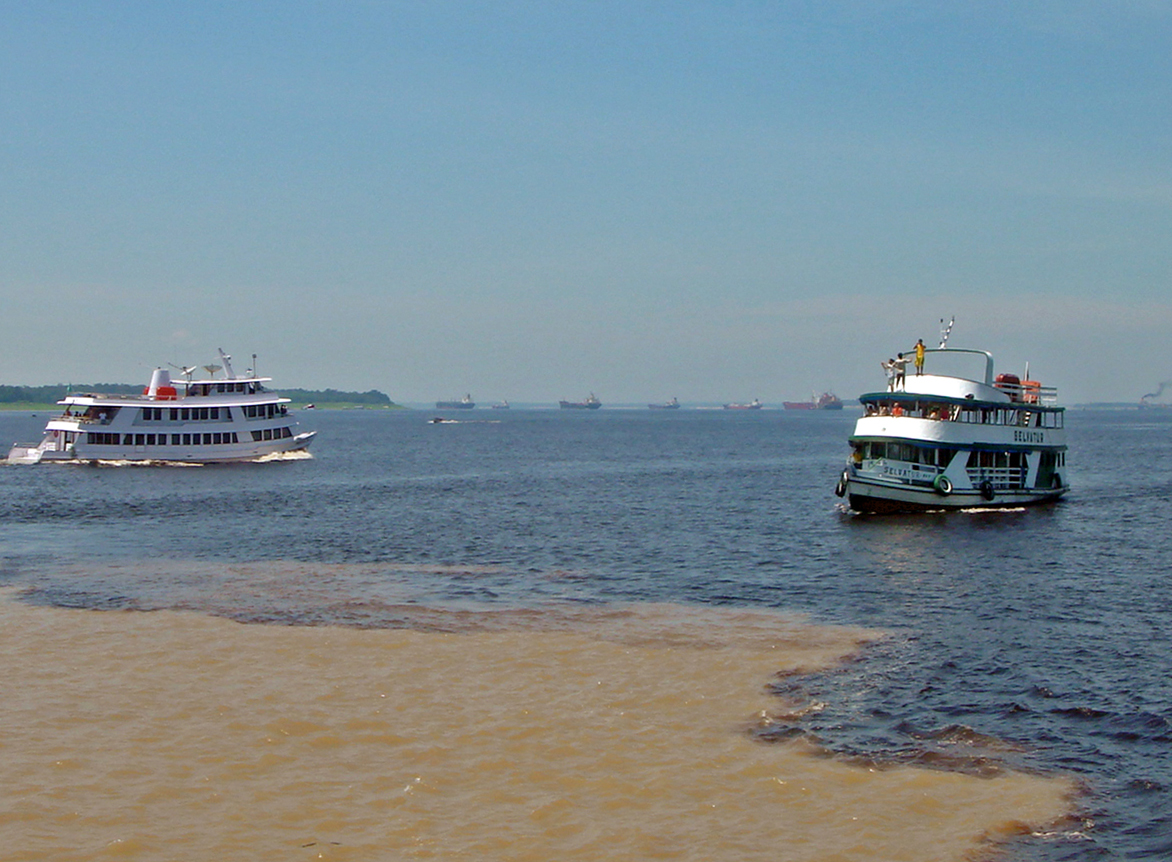
تجمع المياه عند التقاء مياه نهر ريو نيغرو (الداكنة) مع مياه نهر ريو سوليموس (الرملية) بالقرب من مانوس في البرازيل.

يوجد بأعالي الأمازون سلسلة من الأنهار الرئيسية في بيرو والإكوادور، يصب بعضها في نهر مارانيون، ويصب البعض الآخر في الأمازون مباشرة. من أمثلة هذه الأنهار: مورونا، باستازا، نوكوراي، يوريتوياكو، شامبيرا، تايجر، ناناي، نابو، هوالاغا، أوكايالي. إن المنبع الرئيسي لمارانيون -والذي كان يعتبر لسنوات عديدة أنه منبع الأمازون- يتدفق من أعلى وسط بحيرة لوريكوكا في بيرو، من الأنهار الجليدية التي تعرف باسم نيفادو دي ياروبا. تتدفق المياه عبر الشلالات والوديان الضيقة في منطقة الغابات العالية التي تسمى بونجو، كما يتدفق نهر مارانيون 1600 كيلومتر (990 ميلاً) من وسط غرب بيرو إلى الشمال الشرقي منها ليتحد مع نهر أوكايالي، عند بلدة نوتا الريفية ليكوّن نهر الأمازون.
عرف أبعد منبع لمياه الأمازون في عام 1996، 2001، 2007 كجدول جليدي على قمم ثلجية يبلغ ارتفاعها 5.597 متر (18.360 قدم) تسمى نيفادو مزمى في جبال الأنديز في بيرو، على بعد 160 كيلومتر (99 ميلًا) من غرب بحيرة تيتيكاكا، و 700 كيلومتر (430 ميلًا) من جنوب شرق ليما. تتدفق المياه من نيفادو ميزمى إلى كوابراداس كارواسانتا وأباشيتا اللذان يصبان في ريو أبوريماك أحد روافد أوكايالي والتي تتحد مع مارانيون لتكوّن نهر الأمازون. (على الرغم من أن هذه النقطة يعتبرها معظم الجغرافيين أنها نقطة بداية الأمازون، إلا أن في البرازيل يعرف النهر الذي يقع عند هذه النقطة بسوليموس داس أجواس)ثم تقابل مياه ريو نيجرو الداكنة مياه ريو سوليموس الرملية ويسيران جنبا إلى جنب ما يزيد عن 6 كيلومترات (4 أميال) بدون اختلاط بين مياههما.
بعد التقاء كل من ريو أبوريماك وأوكايالي، يترك النهر تضاريس الأنديز ليحاط بسهل فيضاني. المسافة من هذه النقطة إلى نهر مارانيون 1600 كيلومتر (990 ميلاً) تغطيها الغابات ولا توجد بها مياه، وكانت قد غمرتها المياه قبل أن يبلغ النهر الحد الأقصى للفيضان بفترة طويلة. لا يقاطع الضفاف المنخفضة من النهر سوى عدد قليل من التلال، ثم يمر النهر بغابات الأمازون المطيرة الضخمة.
تسمى مجموعة الأنهار والسهول الفيضية في كل من البرازيل وبيرو والإكوادور وكولومبيا وفنزويلا والتي تصب مياهها في نهر سوليموس وروافده، «أعالي الأمازون».
يمر نهر الأمازون بالبرازيل وبيرو، وتصل روافده إلى كل من فنزويلا وكولومبيا والإكوادور وبوليفيا.

## الفيضانات

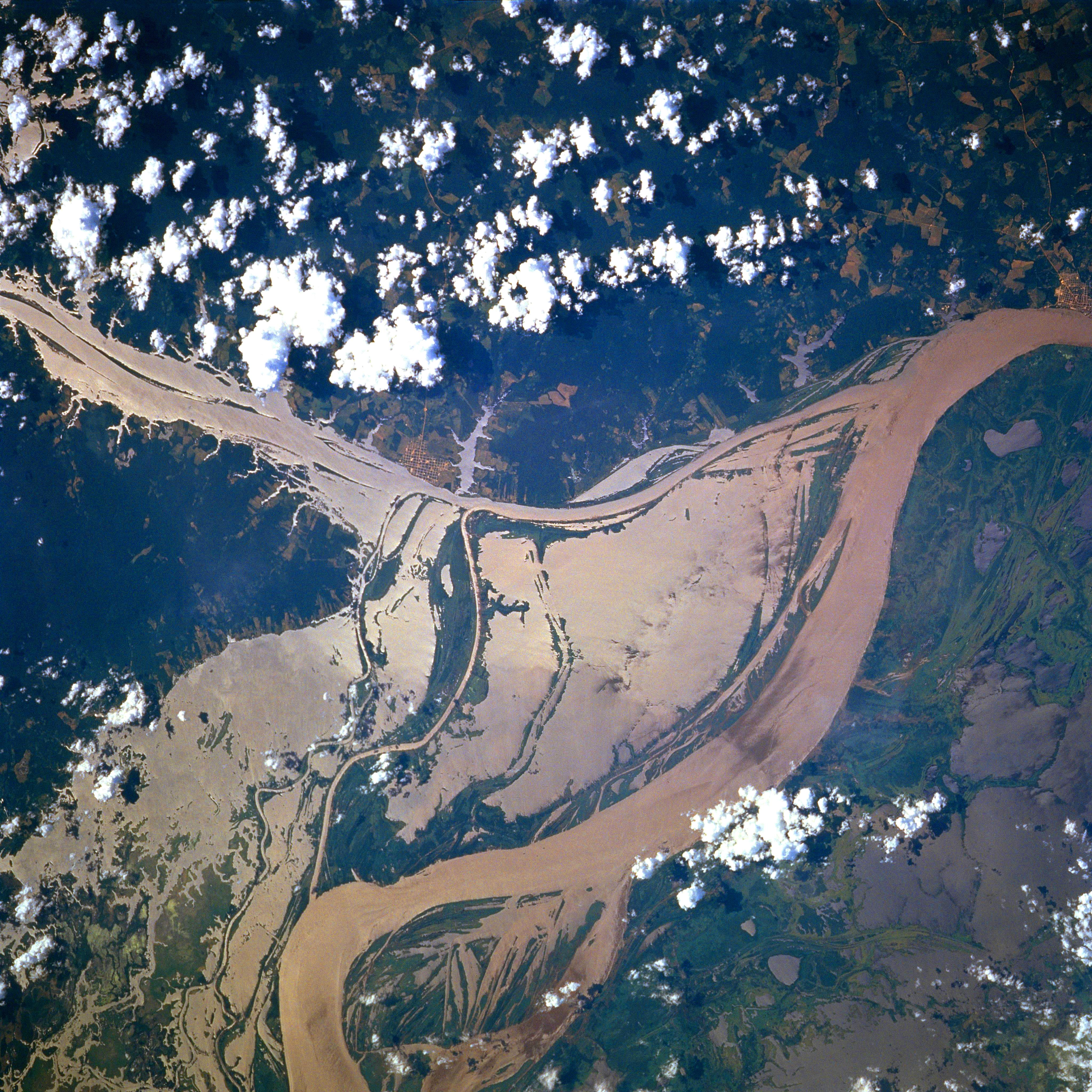
صورة من وكالة ناسا الفضائية لجزء من النهر غمرته مياه الفيضان.

لا تفيض جميع روافد الأمازون في نفس الوقت من العام. فتبدأ الفيضانات في الكثير منهم في نوفمبر تشرين الثاني، وقد تستمر في الازدياد حتى حزيران / يونيو. يبدأ فيضان ريو نيغرو في شباط / فبراير أو آذار / مارس، ويبدأ في الانحسار في حزيران / يونيو. وعادة ما يفيض نهر ماديرا وينحسر قبل شهرين من معظم أنهار الأمازون الأخرى.
يبلغ متوسط عمق النهر أثناء ذروة موسم الأمطار 40 متراً (130 قدمًا)، كما يبلغ متوسط اتساعه نحو 40 كيلومتر (25 ميلاً).
يصلح النهر الرئيسي (الذي يتراوح عرضه بين ميل إلى ستة أميال (10 كم)) لملاحة البواخر الكبيرة عابرة المحيطات إلى مانوس لمسافة 1.500 كيلومتر (930 ميلاً) في اتجاه المصب. يمكن للسفن الصغيرة التي تعبر المحيطات والتي تتراوح بين 3,000 طن و 9,000 طن ويبلغ هيكلها 5.5 أمتار (18 قدمًا) أن تصل لإيكويتوس وبيرو على مسافة 3.600 كيلومتر (2.200 ميل) من البحر. أما الزوارق الصغيرة فقد تصل لمسافة 780 كيلومتر (480 ميلاً) عند نقطة أشوال. أما أبعد من ذلك فتصعد القوارب الصغيرة إلى بونجو دي مانسريك، أعلى من نقطة أشوال.

## جغرافية الأمازون
في بعض الأماكن التي تقع على مسافات بعيدة، ينقسم النهر إلى جدولين رئيسيين مع قنوات داخلية وأخرى متفرعة منها، يربطهم جميعا منظومة معقدة من القنوات الطبيعية، والتي تعبر المنخفضات، وأراضي إيجابو المسطحة، التي لا يزيد ارتفاعها عن 5 أمتار (16 قدم) لتصل للعديد من الجزر.
لا يوجد في المسافة بين قرية كناريا التي تقع عند المنعطف الكبير في الأمازون وبين نيغرو سوى أراضٍ منخفضة جدا تشبه أراضي مصب النهر. تغمر المياه مساحات شاسعة من الأراضي في هذه المنطقة، بحيث لا يظهر منها إلا الجزء العلوي من أشجار الغابات القاتمة. بالقرب من مصب نهر ريو نيغرو إلى بلدية سيربا، قبالة نهر ماديرا، تنخفض ضفاف الأمازون، حتى تقترب من مانوس فترتفع لتصبح تلالا. كما يوجد في مدينة أوبيدوس منحدر يبلغ ارتفاعه 17 متراً (56 قدماً) فوق سطح النهر يحيط به تلالاً منخفضة. ويبدو أن منخفضات الأمازون كانت في يوم ما بمثابة خليج للمحيط الأطلسي، والذي تصل مياهه إلى المنحدرات القريبة من أوبيدوس.
تصل حوالي 10 ٪ من مياه الأمازون إلى المصب الرئيسي في اتجاه مجرى نهر أوبيديوس والقليل جداً منها يأتي من المنحدر الشمالي من الوادي. تبلغ مساحة منطقة الصرف بحوض الأمازون فوق مدينة أوبيدوس حوالي 5 ملايين كيلومتر مربع (2,000,000 ميل مربع)، وأدناها حوالي مليون كيلومتر مربع (400,000 ميل مربع، أو حوالي 20 ٪)، باستثناء 1.4 مليون كيلومتر مربع (540,000 ميل مربع) من حوض توكانتينز.
تتألف الضفة الشمالية عند الروافد المنخفضة من النهر من سلسلة من التلال المنحدرة، والتي تمتد لنحو 240 كيلومتر (150 ميلاً) قبالة مصب نهر زينجو حتى مونتي أليغري. يقطع هذه التلال مساحة من الأرض تقع بينها وبين النهر.
كما يوجد على الضفة الجنوبية عند نهر زينجو سلسلة متصلة من المنحدرات المنخفضة تحيط بسهل الفيضان وتمتد قريبا من مدينة سانتارم، في سلسلة من المنحنيات قبل أن تنحني إلى الجنوب الغربي، وتلاصق نهر تاباجوس المنخفض، ثم تندمج مع المنخفضات التي تشكل حدود وادي نهر تاباجوس.

## المصب

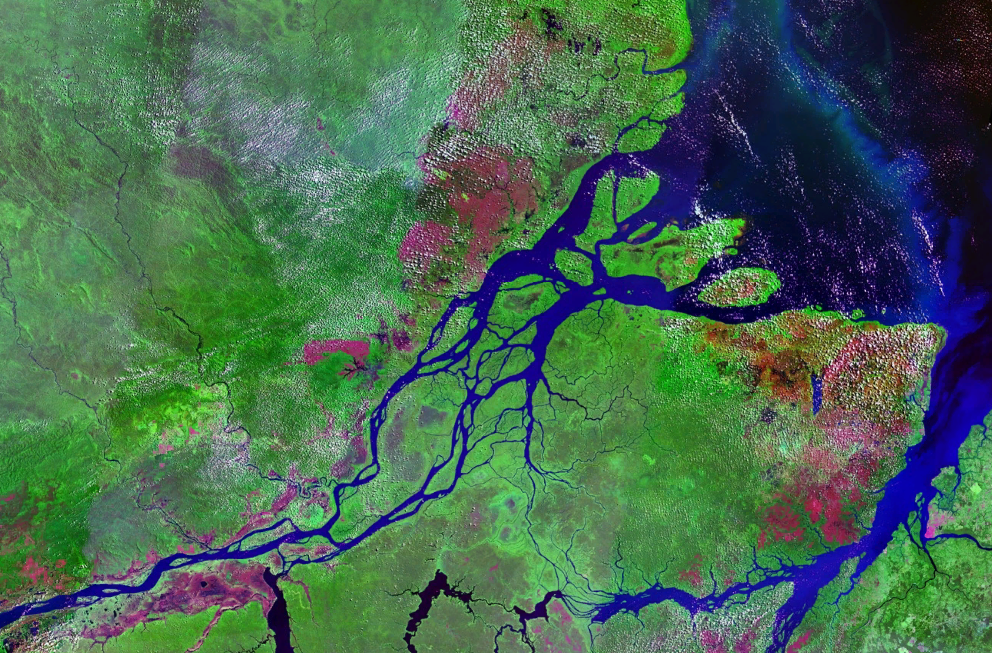
مصب نهر الامازون

إن تحديد مكان مصب نهر الأمازون وكذلك اتساعه ما زال موضع خلاف، نظراً للجغرافية الفريدة لهذه المنطقة. خاصة أن نهر بارا يعتبر أحيانا ضمن النهر، ويعتبر في أحيان أخرى مجرد رافدٍ منخفضٍ مستقلٍ من نهر توكانتينز. يبلغ اتساع مصب نهر بارا 60 كيلومترا (37 ميلاً). ويربط بينه وبين الأمازون سلسلة من القنوات تسمى فوروس وتقع بالقرب من بلدة بريفز؛ وتقع بينهما جزيرة ماراجو وهي بحجم جزيرة سويتزرلاند وهي أكبر جزيرة في العالم تقع بين نهر وبحر.
إذا اعتبر كل من نهر بارا والمحيط المواجه لجزيرة ماراجو ضمن نهر الأمازون فسيبلغ اتساعه 330 كيلو مترا (210 أميال). في هذه الحالة، يقاس عرض مصب النهر من كابو نورتي في ولاية أمابا البرازيلية، إلى بونتا دا تيجوكا بالقرب من بلدة كوروكا، في ولاية بارا. بناء على ذلك، يكون مصب الأمازون أكثر اتساعا من طول نهر التايمز في إنجلترا.
وهناك قياس آخر يستثنى مصب نهر بارا، ويحسب المسافة من مصب نهر أراجواري إلى بونتا نو نافيو على الساحل الشمالي لماراجو، بذلك يكون اتساع مصب الأمازون 180 كيلومترا (110 أميال).إذا أخذت القناة الرئيسية في الاعتبار والتي تقع بين جزيرتي كوروا (ولاية أمابا) وجوروباري (ولاية بارا)، فسيتناقص العرض ليصبح 15 كيلومترا (9.3 ميل). لكنه لا يزال يفوق أنهار العالم.

## ظاهرة الفورة المدية
يتسبب التوتر بين قوة دفع النهر وأمواج المحيط الأطلسي في ظاهرة تسمى الفورة المدية، وهي عبارة عن موجة مدّية قوية تتدفق سريعا من البحر لمصب الأمازون والأنهار الساحلية القريبة عدة مرات في السنة عند ارتفاع المد. تحدث هذه الظاهرة في مصبات الأنهار الأخرى في جميع أنحاء العالم، ولكن الأمازون من أعلى وأسرع الأنهار التي تحدث بها هذه الظاهرة في العالم، ربما في المرتبة الثانية بعد نهر تشيانتانغ في الصين. تعرف هذه الظاهرة في منطقة الأمازون باسم بوروروكا.
يحدث هذا المد خاصة عندما لا يتعدى العمق 7 أمتار (23 قدم). تبدأ بصوت هدير عال جداً، يتزايد باستمرار، وتتزايد بمعدل 15- 25 كيلومتر في الساعة (9- 16 ميلاً في الساعة) تكسر حاجز مائي يبلغ ارتفاعه 1.5- 4 متر (5-13 قدم) وقد تقطع عدة كيلومترات من الأمازون والأنهار الأخرى القريبة من مصبه. كثيراً ما تحدث هذه الظاهرة في الأنهار الساحلية بولاية أمابا شمال مصب الأمازون، مثل نهر أراجواري، كما يمكن مشاهدتها في أنهار بارا أيضا.
تتسبب هذه الظاهرة في عدم ظهور دلتا لنهر الأمازون؛ حيث إن المحيط سريعا ما يحمل طمي الأمازون بعيدا مما لا يتيح فرصة لظهور دلتا. يوجد في المنطقة أيضا مد وجزر عالٍ جدا، يصل ارتفاعه أحيانا إلى 6 أمتار (20 قدم)، مما جعله مكانا رائجا للتزلج على النهر.

## الحياة البرية
أكثر من ثلث أنواع الحيوانات البرية في العالم تعيش في غابات الأمازون المطيرة، وهي غابة استوائية عملاقة تبلغ مساحتها هي وحوض النهر أكثر من 5.4 مليون كيلومتر مربع (2,100,000 ميل مربع) وهي من أغنى الغابات الاستوائية في العالم. يحوي نهر الأمازون أكثر من 3,000 نوع معروف من الأسماك وما زال هذا العدد في تزايد. ويصل العدد في بعض التقديرات إلى 5,000 نوع.
كما هو الحال في نهر أورينوكو يعد الأمازون واحداً من البيئات الرئيسية للبوتو، والمعروف أيضا باسم دولفين نهر الأمازون (أينيا جيوفرينسيز) (Inia geoffrensis). وهو من أكبر أنواع الدولفين النهري، فقد يصل طوله إلى 2.6 متر (8.5 قدم). البوتو هو بطل أحد الأساطير المشهورة في البرازيل والتي تقول أنه كان هناك دولفين يتحول إلى رجل يغوي النساء على جانب النهر. وهناك نوع اّخر من الدولفين يسمى توكوسي (سوتاليا فلوفياتيليز) (Sotalia fluviatilis)، يوجد في أنهار حوض الأمازون وفي المياه الساحلية لأمريكا الجنوبية.
كما يوجد أعداد كبيرة من أسماك البيرانا، والأسماك آكلة اللحوم التي تتجمع في أسراب كبيرة، وربما تهاجم المواشي وحتى البشر. لكن أنواع قليلة منها هي التي تهاجم البشر، أيضا هناك الكثير من الأسماك اّكلة السمك لكنها تعيش بمفردها وليس في أسراب.
والقرش الثور (كاركارينوس لوكاس) (Carcharhinus leucas)، والذي يقطع مسافة 4.000 كيلومتر (2.500 ميل) من نهر الأمازون في ايكويتوس ببيرو. سمك آرابيما، ويعرف في البرازيل باسم بيراروكو (آرابيما جيجاس) (Arapaima gigas)، وهو أحد أسماك المياه العذبة الاستوائية التي تعيش في أمريكا الجنوبية. ويعد من أكبر أسماك المياه العذبة في العالم، حيث يزيد طوله عن 3 أمتار (9.8 قدم)، ويصل وزنه إلى 200 كلغ (440 رطلا). سمك أيروانا (أو أروانا إن برازيل) (أوستيوجلوسوم بيسيروزوم) (Osteoglossum bicirrhosum)، نوع آخر من أسماك المياه العذبة التي تعيش في الأمازون. وهو أيضا من الأسماك المفترسة وهو شديد الشبه بسمك آرابيما، ولكن يصل طوله إلى 120 سنتيمترا كحد أقصى. سمك كانديرو من أنواع سمك السلور الطفيلي الذي يعيش في المياه العذبة ينتمي لفصيلة تريشيوميكتيريدي (Trichomycteridae)؛ جميع هذه الأنواع موطنها الأصلي هو نهر الأمازون. إنها في بعض الأحيان تهاجم البشر، وكان معروفا أنها تدخل في أحاليل السباحين. ثعبان البحر الكهربائي الكتروفرس الكتروكس) (Electrophorus electricus)، يوجد في حوض نهر الأمازون.
ثعبان آناكوندا، يعيش في المياه الضحلة في حوض الأمازون. وهو من أكبر أنواع الثعابين في العالم، يقضي معظم وقته في المياه مع إبقاء خياشيمه فوق سطح الماء.
يحوي النهر آلاف الأنواع من الأسماك، وكذلك سرطان البحر، والطحالب، والسلاحف.

## المستعمرات والأمازون
خلال ما يسميه العديد من علماء الاآثار بالفترة التكوينية، شاركت المجتمعات الأمازونية في ظهور النظم الزراعية في مرتفعات أميركا الجنوبية، وربما ساهمت بصورة مباشرة في تأسيس النسيج الاجتماعي والديني لحضارة الأنديز.
في عام 1500، كان فيسنت يانز بينزون أول أوروبي يبحر في النهر. أطلق بنزون على النهر اسم ريو سانتا ماريا ديل مار دولسي، ثم اختصرت في وقت لاحق لمارس دولسي (أي البحر الحلو، حيث إنه يصب مياهًا عذبة داخل المحيط). منذ 350 عاما بعد أول اكتشاف أوروبي قام به بنزون لمنطقة الأمازون، ظل الجزء البرتغالي من الحوض مهمل، حيث كان في السابق يجمع منه الطعام ويزرعه السكان الأصليون الذين نجوا من الأمراض الأوروبية. هناك أدلة وافرة واسعة النطاق على وجود تشكيلات اجتماعية قبل وصول كولومبس، مثل المشيخات في كثير من مناطق الأمازون (وخاصة المناطق بين الأنهار) وكذلك بلديات كبيرة ومدن. على سبيل المثال، الثقافة قبل وصول كولومبوس في جزيرة ماراجو كانت قد عرفت الطبقات الاجتماعية حيث بلغ عدد سكانها 100,000 نسمة. كما قد يكون الأمريكيون الأصليون سكان غابات الامازون المطيرة قد استخدموا نوعا من السماد يسمى تيرا بريتا لجعل الأراضي صالحة للزراعة على نطاق واسع لتكفي احتياجات العدد الكبير من السكان، وكذلك التشكيلات الاجتماعية المعقدة مثل المشيخات.
ذهب فرانسيسكو دي اوريلانا، أحد ملازمي المستكشف جونزالو بيزارو في رحلة استكشافية عام 1541، شرق مدينة كيتو في أمريكا الجنوبية بحثا عن الدورادو وبلد القرفة، ثم كلف باستكشاف نهر كوكا والعودة عند انتهاء النهر. عندما وصلوا إلى نقطة التقاء نهر نابو، هدده رجاله بالتمرد إذا لم يستمروا في الرحلة. وفي يوم 26 كانون الأول / ديسمبر 1541، وافق على أن يتم انتخابه كرئيس للرحلة الاستكشافية الجديدة لفتح أراض جديدة باسم الملك. عندها بدأ التسعة والأربعون رجل بناء سفينة أكبر تصلح للملاحة النهرية. أثناء الملاحة في نهر نابو تعرضوا لتهديد مستمر من شعب أوميجوس.في 3 حزيران / يونيو 1542 وصلوا إلى نهر نيغرو، وأخيرا وصلوا إلى نهر الأمازون، والذي أطلق عليه هذا الاسم لأنهم زعموا أنهم تعرضوا لهجوم شرس من محاربات مثل أسطورية الأمازونيات. كان سكان ايكاميابا يسيطرون على منطقة قريبة من نهر الأمازون غنية بالذهب. عندما ذهب أوريلانا للبحث عن الذهب في النهر (عام 1541)، كان يطلق على الأمازون اسم جراند ريو («النهر الكبير»)، مار دولس («بحر [ماء] حلو») أو ريو دي لا كانيلا («نهر القرفة» نظرا لأشجار القرفة الضخمة التي زعم أوريلانا أنه وجدها هناك، على الرغم من كونها نبات آسيوي من المستحيل أن تنمو في الحياة البرية بأمريكا الجنوبية في القرن السادس عشر). روى أوريلانا قصة انتصار محاربة إيكاميابا ضد الغزاة الإسبان على الملك كارلوس الخامس الذي استوحى من أمازونيات اليونان، وأطلق على النهر اسم أمازوناس، وهو الاسم الذي ما زال معروفا في اللغتين الإسبانية والبرتغالية.
أما الآن فكل من البرازيل، الإكوادور، بوليفيا، كولومبيا، البيرو، فنزويلا، وعدد من المستوطنات الاستعمارية والدينية، قامت على ضفاف الأنهار والروافد الأساسية بغرض التجارة، وتجارة الرقيق والتبشير بين السكان الأصليين للغابات المطيرة العُظمى.
بلغ إجمالي عدد السكان في الجزء البرازيلي من حوض الأمازون في عام 1850 نحو 300,000، يتألف ثلثيهم من الأوروبيين والعبيد، يصل عدد العبيد إلى حوالي 25,000. يتراوح عدد سكان مدينة بارا (الآن بيليم) وهي المدينة التجارية الرئيسية في منطقة الأمازون البرازيلة بين 10,000 و 12,000 نسمة بما فيهم العبيد. كما يتراوح عدد سكان مدينة ماناوس، (الآن مانوس) والتي تقع عند مصب ريو نيغرو، ما بين 1,000 إلى 1,500 نسمة. أما القرى الباقية مثل تاباتينجا، والتي تقع على الحدود بين البرازيل وبيرو كانت صغيرة.

## تاريخ ما بعد الاستعمار
في 6أيلول / سبتمبر 1850، وضع الإمبراطور بيدرو الثاني قانونا يسمح بالملاحة بالسفن البخارية في الأمازون، وكلّف فيكونت ولاية ماو (ايرينيو ايفانجليستا دي سوزا) بتنفيذ هذا القانون. فنظّم حملة ملاحية تجارية في الأمازون في ريو دي جانيرو في 1852، وفي العام التالي بدأ حملة بثلاث بواخر صغيرة هي: مونارك، ماراجو، ريو نجرو.
في البداية، كانت الملاحة محصورة في النهر الرئيسي، وحتى عام 1857 تم تعديل العقد مع الحكومة، حيث ألزم الشركة برحلة شهرية بين بارا ومانوس، باستخدام بواخر شحن حمولة 200 طن، ثم أصبح هناك خط ثان يقوم بست رحلات في السنة ذهابا وإيابا بين مانوس وتاباتينجا، وكذلك خط ثالث، يقوم برحلتين شهريا بين بارا وكاميتا. تلك كانت الخطوة الأولى في فتح المناطق الداخلية الشاسعة.
لفت نجاح المشروع الانتباه إلى الفرص المتاحة لاستغلال الأمازون اقتصاديا، فعلى الفور قامت شركة ثانية للتجارة في ماديرا، وبوروس، ونيجرو. وثالثة أنشأت خطا بين بارا ومانوس. ورابعة وجدت أن الملاحة في الأنهار الصغيرة مربحة. في نفس الفترة عملت شركة أمازوناس على زيادة إسطولها. وفي الوقت نفسه، بدأ بعض الأفراد بناء وتشغيل زوارق بخارية صغيرة خاصة بهم في النهر الرئيسي فضلا عن العديد من روافده.
وفي يوم 31 يوليو 1867 وقعت الحكومة البرازيلية تحت ضغوط مستمرة من القوى البحرية، وكذلك البلدان المحيطة بحوض أعالي الأمازون وخصوصا بيرو، حتى أصدرت مرسوما بفتح منطقة الأمازون لجميع البلدان، ولكن اقتصر هذا الأمر على نقاط محددة من كل نهر: تاباتينجا في الأمازون ؛ كاميتا في توكانتينز؛ سانتروم في تاباجوس ؛ بوربا في ماديرا، ومانوس في ريو نيغرو. وبدأ سريان هذا المرسوم يوم 7 سبتمبر 1867.
يرجع الفضل في ذلك لحد ما إلى التنمية التجارية التي ارتبطت بالملاحة بالقوارب البخارية، بالإضافة إلى الاحتياج العالمي للمطاط الطبيعي (1880-1920)، فأصبح كل من مانوس وبيليم (في البرازيل) وإيكيتوس وبيرو مراكز عالمية للتجارة مذهلة ومزدهرة على الرغم من أنها حديثة عهد بالنمو الحضري. كما هو الحال لإكيتوس خاصة خلال أواخر القرن التاسع عشر وأوائل القرن العشرين، حيث وصل مطاط بونانزا ذروته عندما عرفت هذه المدينة المزدهرة في الخارج بسانت لويس الأمازون.
بدأت أول تجارة خارجية مباشرة مع مانوس 1874. أما التجارة الداخلية على طول النهر كان يقوم بها الخلفاء الإنجليز لشركة أمازون—شركة الأمازون للملاحة البخارية—فضلا عن العديد من البواخر الصغيرة تابعة لشركات ومؤسسات تعمل في مجال تجارة المطاط، تبحر في نيغرو، وماديرا، وبيرو والعديد من الروافد الأخرى، مثل مارانيون إلى موانئ بعيدة مثل نوتا وبيرو. كان لدى شركة الأمازون للملاحة البخارية 38 سفينة.
بحلول مطلع القرن العشرون، كانت الصادرات الرئيسية لحوض الأمازون: المطاط الهندي، الكاكاو، بندق البرازيل، وقليل من المنتجات الأخرى ذات أهمية ثانوية، مثل الراتنج، ولِحاء الأشجار، والأرجوحات المنسوجة، ريش الطيور الثمينة، الحيوانات الحية، إلخ)، وكذلك البضائع المستخرجة مثل (الخشب والذهب، وما إلى ذلك).

## مخاوف القرن العشرين
بعد مرور أربعة قرون على الاكتشاف الأوروبي لنهر الأمازون، يبلغ إجمالي المساحة المزروعة من حوضه ربما أقل من 65 كم2 (25 ميل مربع)، باستثناء المناطق المحدودة المزروعة بين الجبال عند المنبع. تغير هذا الوضع جذرياً خلال القرن العشرين.

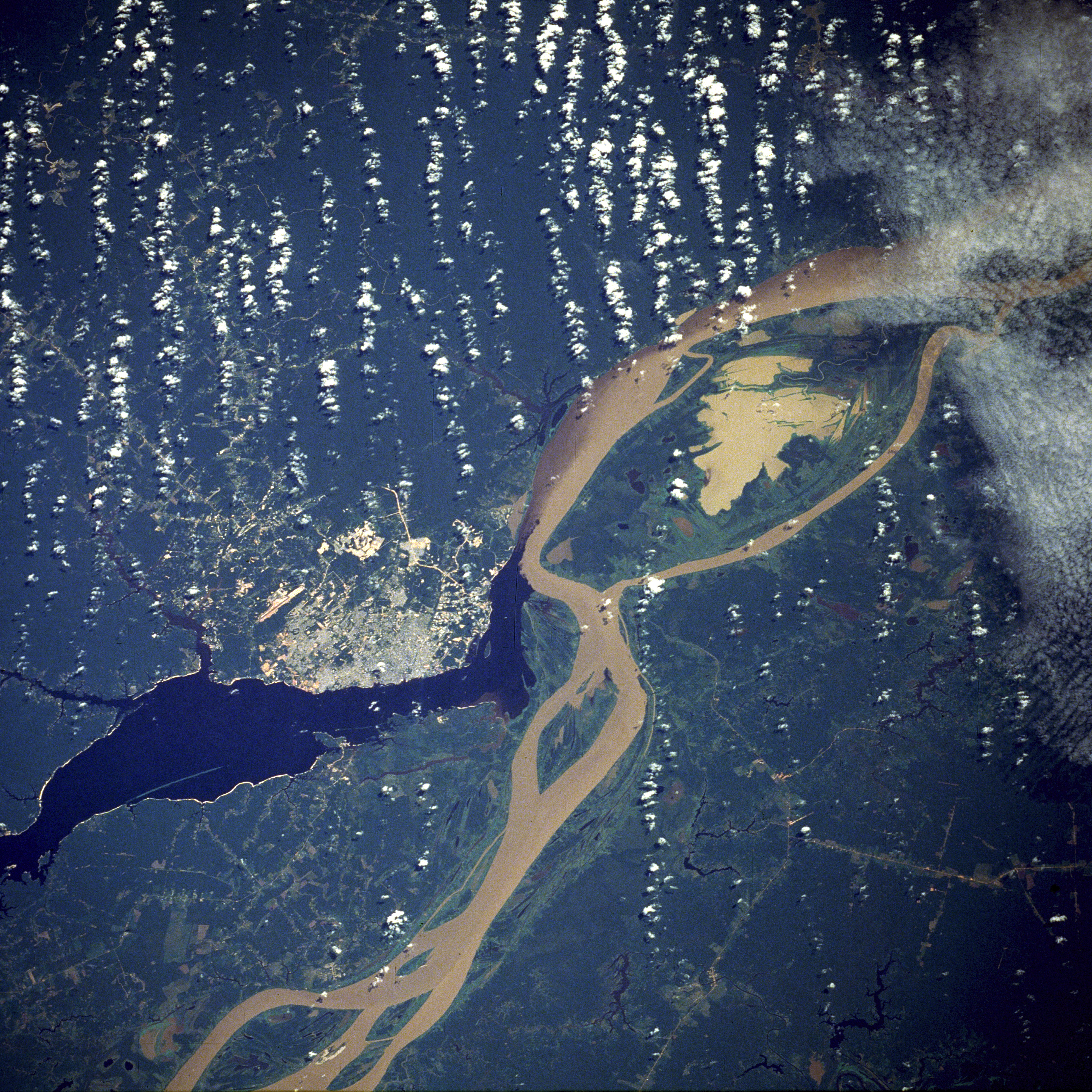
ماناوس هي أكبر مدينة في وادي الأمازون، كما يتضح من صورة وكالة ناسا الفضائية، وتحيط بها مياه ريو نيغرو القاتمة ومياه الامازون الممتلئة بالطمى.

من أجل الحذر من الاستغلال الأجنبي لموارد الأمة قامت الحكومات البرازيلية في الخمسينيات بتطوير المناطق الداخلية، بعيدا عن الساحل، حيث يملك الأجانب مساحات كبيرة من الأراضي. بدأ هذا التوسع المهندس المعماري الرئيس غيتوليو فارغاس، حيث إن احتياج قوات الحلفاء للمطاط أثناء الحرب العالمية الثانية ساعد على توفير التمويل اللازم لذلك.
إن بناء العاصمة الجديدة للبرازيل في المناطق الداخلية في عام 1960 ساهم في انفتاح حوض الأمازون. وعلى نطاق واسع شهد برنامج الاستعمار نقل الأسر من شمال شرق البرازيل إلى الغابات، وبتشجيع من وعود بأراضي رخيصة. قامت العديد من المستوطنات على طول الطريق من مدينة برازيليا إلى بيليم، ولكن أثبتت تربة الغابات المطيرة صعوبة زراعتها.
لا تزال خطط التطوير طويلة المدى مستمرة. قطعت الطرق خلال الغابات، وفي عام 1970، بدأ العمل بشبكة الطريق الرئيسي العابر لمنطقة الأمازون (ترانس ' أمازونيكا). انتهى العمل على الثلاثة خطوط الرئيسية في هذه الشبكة في غضون عشر سنوات، لكنها لم تف بوعدها، فأجزاء كبيرة من هذه الطرق وكذلك الطرق المتفرعة منها مثل الطريق بي ار-319 (مانوس - بورتو فيلو) مهجور ولا يمكن العبور منه أثناء موسم الأمطار.

## نزاع بشأن طول النهر
في حين أن النقاش حول ما إذا كان الأمازون أم النيل هو أطول أنهار العالم قد استمر لسنوات عديدة، لكن البيان التاريخي للسلطات الجغرافية نص على أن الأمازون ثاني أطول نهر في العالم بعد نهر النيل. ومع ذلك قاس العديد من الجغرافيين طول الأمازون فوجدوه يتراوح ما بين 6.259 و6،800 (3.889-4.225 ميل). كما أفادت التقارير أن طول النيل يتراوح بين 5,499 إلى 6,690 كيلومتر (3.417-4.157). والاختلافات في هذه القياسات غالباً ما تنجم عن استخدام تعاريف مختلفة.
كما ادّعت دراسة أجراها علماء برازيليون أن نهر الأمازون أطول من نهر النيل بالفعل. بقياس نيفادو ميزمي، والتي عرفتها الجمعية الجغرافية الوطنية في عام 2001 بأنها منبع الأمازون، قدم هؤلاء العلماء حسابات جديدة لقياس طول الأمازون. إنهم يقدرون الآن أن نهر الأمازون أطول من نهر النيل، كما صرح بذلك جويدو جيلي، مدير قسم العلوم في المعهد البرازيلي للجغرافيا والإحصاء لشبكة تلفزيون جلوبو في يونيو حزيران 2007، قائلا أن نهر الأمازون هو أطول نهر في العالم. أيضاً توصل جغرافيون اآخرون لنفس البيانات منذ عام 2001، وعلى ذلك فهناك بيان في طريقه للظهور يدعم ادّعاءات العلماء البرازيليين.

## الروافد الرئيسية
يبلغ إجمالي عدد روافد الأمازون ما يزيد على 1,100 رافد، يصل طول 17 منها أكثر من 1,000 كيلومتر. من أشهرهم:
| - برانكو - قناة كاسيكوير - نهر كاكويتا - هوالاغا - نهر بوتومايو أو نهر اّيس - جافاري - جوروا - ماديرا - مارانيون - مورونا - ناناي - نابو - نيجرو | - باستازا - بوروس - تامبو - تاباجوس - تايجر - توكانتينز - ترومبيتاس - أوكايالي - شينغو - جابورا |

### أطول الأنهار في مجموعة أنهار الأمازون
1. الأمازون، أمريكا الجنوبية
2. بوروس، بيرو / البرازيل، (2,948 كيلومتر) (3,210 كيلومتر)
3. ماديرا، بوليفيا/ البرازيل
4. يابورا، كولومبيا / البرازيل
5. توكانتينز، البرازيل، (2,416 كيلومتر) (2,640 كيلومتر)
6. أراجوايا، البرازيل(رافد للتوكانتينز)
7. جوروا، بيرو/البرازيل
8. ريو نيغرو، البرازيل/ فنزويلا / كولومبيا
9. شينغو البرازيل
10. تاباجوس، البرازيل
11. جوابوري، البرازيل/ بوليفيا (رافد لماديرا)
12. نهر أوكايالي، بيرو
13. آيس (بوتومايو)، أمريكا الجنوبية
14. مارانيون، بيرو
15. تيليز بيريز، البرازيل (رافد لتاباجوس)
16. إيري، البرازيل (رافد لشنغو)
17. جوروينا، البرازيل (رافد لتاباجوس)
18. تاباجوس، البرازيل
19. مادري دي ديوس، بيرو/ بوليفيا (رافد لماديرا)
20. هوالاغا، بيرو (رافد لمارانيون)

## البعثات
يقوم حاليا إد ستافورد (المملكة المتحدة) باستكشاف نهر الأمازون مشيا على الأقدام من المنبع إلى البحر، وكان قد بدأ هذه الرحلة في نيسان / أبريل 2008. ويعتقد أنها أول محاولة لاستكشاف الأمازون سيرا على الأقدام.

## وصلات خارجية
- صندوق تمويل غابات الامازون المطيرة
- ببليوغرافيا للموارد المائية والقانون الدولي، مكتبة بييس بالاس
- معلومات عن الأمازون من اكستريم ساينس
- صور لنهر الامازون
- معلومات وخريطة لمستجمعات مياه الأمازون
- Amazon Alive: فيلم وثائقي بالضوء والظل عن نهر الامازون
- http://www.extremescience.com/AmazonRiver.htm
- "رحلة في الأمازون - ولادة الأرض" على أجزاء على يوتيوب